# Māori Television

Logo de la chaîne.

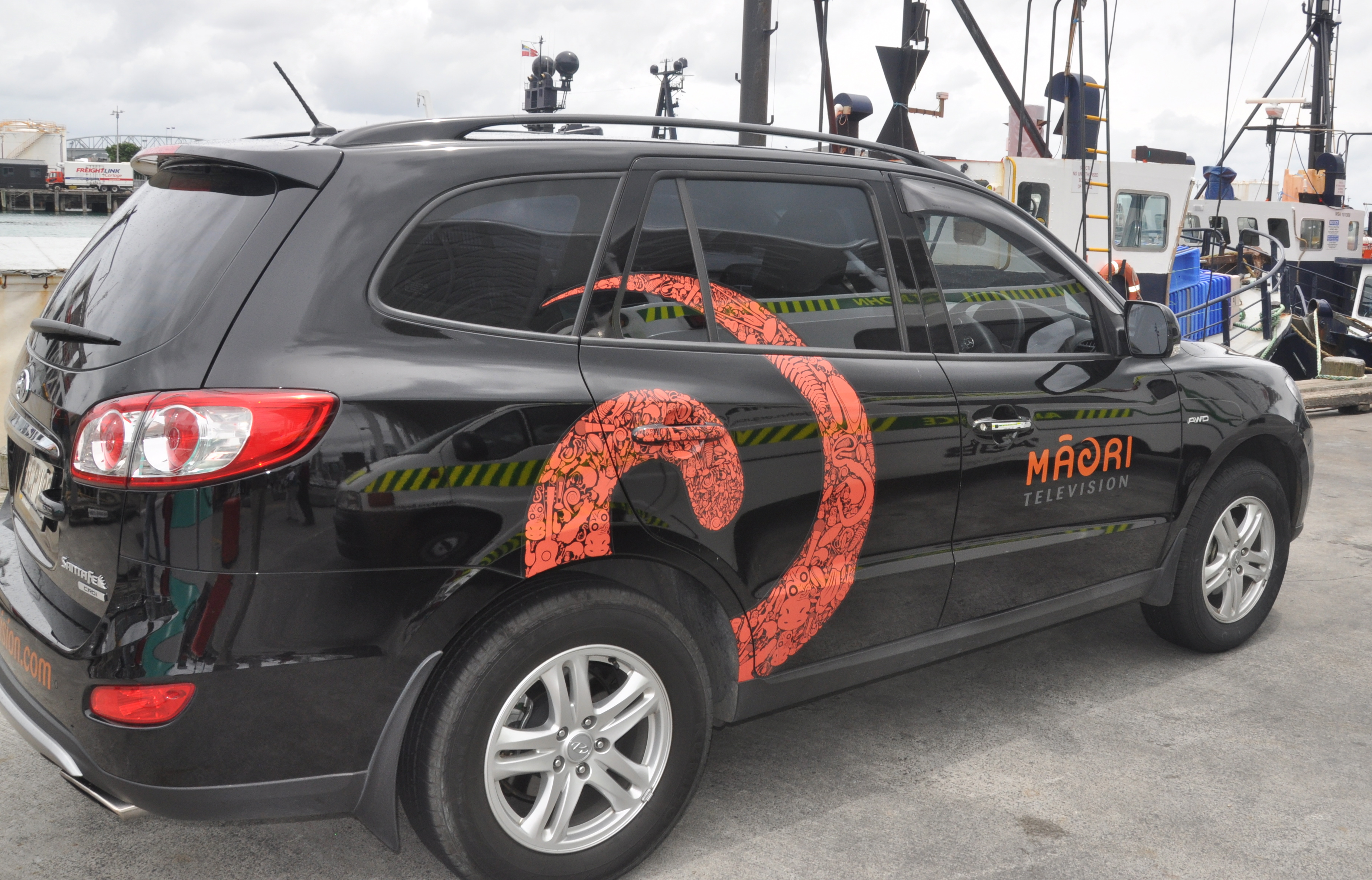
Véhicule de la Māori Television dans le port d'Auckland.

Māori Television est une chaîne de télévision néo-zélandaise diffusant des programmes en maori sur le tikanga māori, c'est-à-dire la culture et le mode de vie maoris. Financée par le gouvernement néo-zélandais, la chaîne a commencé à diffuser le 28 mars 2004 depuis Newmarket.
Une deuxième chaîne, Te Reo (« la langue ») est lancée le 28 mars 2008 et propose 100 % de ses programmes en maori, sans sous-titrage en anglais.
Les émissions de la première chaîne sont diffusées de 6 h 30 à 23 h 30 et une grande partie de sa grille est en maori. Le journal télévisé, Te Kaea, est diffusé à 17 h 30 avec des rediffusions avec sous-titres an anglais. L'émission de première partie de soirée est en anglais.